# Weather with You
Weather with You – pop-rockowa ballada australijskiego zespołu Crowded House, wydana w 1991 na singlu, który promował album Woodface. Mała płyta odniosła sukces, docierając do 7. miejsca na brytyjskiej liście UK Singles Chart.

## Listy przebojów
| Kraj            | Lista (1992)           | Pozycja |
| --------------- | ---------------------- | ------- |
| Nowa Zelandia   | Recorded Music NZ      | 9       |
| Niemcy          | Media Control Charts   | 23      |
| Szwajcaria      | Schweizer Hitparade    | 8       |
| Holandia        | Single Top 100         | 10      |
| Belgia          | Ultratop 50 (Flandria) | 9       |
| Szwecja         | Sverigetopplistan      | 37      |
| Australia       | ARIA Charts            | 27      |
| Wielka Brytania | UK Singles Chart       | 7       |